# Direcció General de la Policia
La Direcció General de la Policia (DGP) és l'òrgan de màxima direcció del comandament del cos de Mossos d'Esquadra, la policia catalana, i de tot l'aparell administratiu subsegüent.
El director general de la policia el nomena el govern i depèn del Departament d'Interior. Des de l'octubre del 2019 ocupa el càrrec Pere Ferrer i Sastre.
Els nivells organitzatius descendents són: Prefectura de Policia, comissaria superior de coordinació, comissaria general, regió policial, divisió, àrea, unitat i grup.
Segons el decret 415/2011 de 13 de desembre s'estructurava en sis òrgans. No obstant, el 2020 es va impulsar una reestructuració i els òrgans van passar a nou, que es mostren a continuació.

## Coordinador de l'Oficina del Portaveu
Càrrec de nova creació en la reestructuració del 2020.

## Divisió d'Avaluació de Serveis
Efectua la inspecció dels diferents serveis policials, la qual es podrà dur a terme per pròpia iniciativa, a petició del servei corresponent, de l'òrgan superior jeràrquic, o en desenvolupament de les instruccions dictades per la Direcció General de la Policia, mitjançant l'elaboració de plans d'auditories, i supervisar-ne les millores que se'n derivin. Avalua els serveis i el personal, sens perjudici de les obligacions i responsabilitats que els propis comandaments tenen sobre el personal a les seves ordres, amb la finalitat de detectar, entre d'altres, possibles disfuncionalitats organitzatives, mancances de formació o deficiències estructurals.

### Àrea d'Inspecció
Plans d'auditoria per dur a terme la inspecció dels serveis policials, amb l'objectiu de millorar-ne el seu funcionament.

### Àrea d'Avaluació
Dona suport a la Divisió proporcionant eines i mètodes per a l'avaluació de resultats i la presa de decisions.

### Àrea d'Organització
Identifica els processos crítics per a l'organització policial, normalitzar els procediments operatius relacionats amb l'activitat policial i valorar-ne els resultats.

## Divisió d'Afers Interns
S'encarrega del control del personal policial del cos a través de la investigació de les presumptes actuacions il·legals que cometin els mossos i l'aplicació de les sancions disciplinàries. Dona suport als organismes jeràrquicament superiors i supervisa la investigació de les activitats presumptament il·lícites exercides per personal funcionari de policia i en pràctiques dels Mossos, així com els expedients disciplinaris. També fa les informacions reservades i retira l'arma al personal expedientat. Els agents d'aquesta divisió tenen lliure accés a totes les instal·lacions, arxius i magatzems de la policia catalana, menys els que requereixen una ordre expressa de la Direcció General.

### Àrea Disciplinària
Instrueix els expedients disciplinaris incoats al personal funcionari de policia i en pràctiques de la policia de la Generalitat-mossos d'esquadra, com també la realització de les informacions reservades que es determinin.

### Àrea d'Investigació Interna
Investiga aquelles activitats presumptament il·lícites exercides per personal funcionari de policia o en pràctiques de la policia de la Generalitat-mossos d'esquadra, que puguin ser constitutives d'infracció penal o contràries a l'ètica professional quan comportin sanció disciplinària, com també la realització de les informacions reservades que es determinin.

## Gabinet del Director
Vetlla per la correcta execució dels actes en què participi el cos de policia de la Generalitat-mossos d'esquadra a través dels seus representants. Gestiona els serveis de gala i honors del cos de mossos d'esquadra. Elabora estudis, documents, informes o d'altres demandes específiques derivades del suport a la funció directiva a la Direcció General de la Policia i a la policia de la Generalitat-mossos d'esquadra.
Defineix les polítiques de comunicació de la Direcció General de la Policia, en col·laboració amb l'Oficina de Comunicació del Departament. Elabora notes de premsa i comunicats en relació amb l'activitat del cos de policia de la Generalitat-mossos d'esquadra, així com estudis i informes pel que fa a la seva imatge en els mitjans de comunicació. Gestiona, coordina i supervisa els continguts que es difonen a través de la intranet, la web del cos de mossos d'esquadra i, col·laborar amb altres unitats en les publicacions de difusió i d'informació interna de la policia de la Generalitat-mossos d'esquadra.

## Servei d'Assessorament Jurídic
Assessora jurídicament els òrgans de la Direcció General i fer estudis i informes jurídics. Col·labora amb l'Assessoria Jurídica del Departament i el Gabinet Jurídic en els recursos contenciosos administratius, recursos d'inconstitucionalitat i qüestions de competència. Examina jurídicament les propostes de convenis i contractes. Instrueix i coordina la tramitació dels recursos administratius i similars.
Recopila les disposicions normatives, la jurisprudència i la doctrina científica relacionades amb matèries pròpies de la Direcció General i donar-li la difusió oportuna. Informa i col·labora amb les altres unitats del departament que correspongui en el tractament de les qüestions que afectin la Direcció General en què intervinguin la Comissió Jurídica Assessora, el Síndic de Greuges, el Defensor del Poble i el Parlament de Catalunya. Emet informe sobre les propostes de circulars i instruccions en matèria de personal de la Policia de la Generalitat – Mossos d'Esquadra.

## Comissaria General de Relacions Institucionals, Prevenció i Mediació
Fomentar el diàleg i la cooperació amb les altres instàncies del model de seguretat, en especial les lligades amb l'Administració de justícia.

### Àrea de Relacions Institucionals i Atenció Ciutadana
Impulsa les relacions amb organismes i entitats per millorar el desenvolupament de la policia de la Generalitat-mossos d'esquadra i per aconseguir de manera més eficient les seus objectius.

### Àrea de Cooperació Internacional
Duu a terme la interlocució i representació corporativa en l'àmbit de la cooperació internacional. Atén el personal del cos diplomàtic acreditat a Espanya, especialment aquell que tingui la seva seu a Catalunya. Fomenta i impulsa les relacions internacionals policials en aquells àmbits competencials que pertoquin a la policia de la Generalitat-mossos d'esquadra. Participa i representa corporativament a la policia de la Generalitat-mossos d'esquadra en aquells debats, congressos, jornades i esdeveniments similars que en l'àmbit internacional determini la Direcció General.

### Àrea de Mediació, Negociació i Responsabilitat Social Corporativa
Preveu els conflictes socials i promoure la seguretat ciutadana a través de la gestió positiva del conflicte, intervenint en el diagnòstic de les causes i l'origen del conflicte. Promou el civisme i la convivència en aquelles situacions d'especial rellevància social que determini la Direcció General.

### Oficina de Suport
Tasques de suport que convinguin.

## Prefectura de Policia
Està encapçalada pel comissari en cap que dirigeix l'estratègia i el comandament operatiu del cos, llevat de les unitats policials que depenen directament de la Direcció General de la Policia.

### Comissaria Superior de Coordinació Central
1. Comissaria General d'Investigació Criminal
  1. Divisió d'Investigació Criminal.
    1. Àrea Central d'Investigació - Persones
    2. Àrea Central d'Investigació - Patrimoni
    3. Àrea Central de Crim Organitzat
    4. Àrea Central de Delictes Econòmics.
    5. Àrees d'investigació criminal

  2. Divisió de Policia Científica.
    1. Àrea Central d'Identificació.
    2. Àrea Central de Criminalística.

  3. Àrea Central d'Anàlisi de la Criminalitat.
  4. Àrea Central de Mitjans Tècnics i Suport Operatiu.
  5. Oficina de Suport.
2. Comissaria General de Recursos Operatius
  1. Àrea d'Escortes
  2. Àrea de Brigada Mòbil
  3. Àrea dels Grups Especials d'Intervenció
  4. Àrea de Desactivació d'Artefactes Explosius TEDAX-NRBQ
  5. Àrea Penitenciària
  6. Àrea Central de Suport Operatiu
  7. Oficina de Suport.
3. Comissaria General de Mobilitat
  1. Divisió de Trànsit
    1. Àrea Central de Circulació i Normativa.
    2. Àrea Central d'Investigació d'Accidents

  2. Divisió de Transport.
    1. Àrea de Seguretat Aeroportuària.
    2. Àrea de Seguretat del Transport Metropolità

  3. Oficina de Suport.
4. Comissaria General d'Informació.
  1. Àrea Central d'Informació Interior.
  2. Àrea Central d'Informació Exterior.
  3. Àrea d'Informació.
  4. Àrea Central d'Anàlisi.
  5. Àrea de Mitjans Tècnics.
  6. Unitat Central d'Informació en Ordre Públic.
  7. Oficina de Suport.

### Comissaria Superior de Coordinació Territorial
1. Àrea Central de Policia Administrativa.
2. Àrea Central de Medi Ambient.
3. Regions policials.
  1. Regions policials no metropolitanes
    1. Àrees bàsiques policials
    2. Àrea Regional de Trànsit
    3. Àrea Regional de Recursos Operatius
    4. Sala Regional de Comandament.
    5. Unitat Regional de Policia Administrativa.
    6. Unitat Regional de Proximitat i Atenció al Ciutadà.
    7. Oficina de Suport.

  2. Regió policial metropolitana de Barcelona
    1. Àrees bàsiques policials.
    2. Àrea Regional de Recursos Operatius.
    3. Sala Regional de Comandament.
    4. Unitat Regional de Policia Administrativa.
    5. Unitat Regional de Proximitat i Atenció al Ciutadà.
    6. Oficina de Suport.
    7. Àrea Regional de Seguretat d'Edificis i Trasllats.
    8. Àrea Regional d'Instrucció d'Atestats i Custòdia de Detinguts
4. Oficina de Suport.

### Comissaria General de Planificació de la Seguretat
El seu objectiu és dirigir l'estructura dels mossos que s'encarrega d'assessorar la Direcció General de la Policia en les seves funcions directives i avalua el cos sencer de Mossos d'Esquadra per tal de millorar-lo. Les seves funcions principals són la interlocució amb la gestió dels recursos humans i materials, el suport en sistemes d'informació policials, la millora dels procediments policials, la planificació de les necessitats, la proposta de millres, la definició de la carrera professional dels agents i l'elaboració de plans d'auditories i la seva supervisió.
1. Divisió Tècnica de Planificació de la Seguretat. S'encarrega de tasques com la investigació d'il·lícits administratius, la investigació de delictes contra el medi ambient, la protecció de menors, l'avaluació i l'establiment dels criteris de l'atenció ciutadana dels mossos, el seguiment del programa contra la violència masclista, etc. Depèn de la Comissaria General Territorial (CGTER). Segons l'article 156 del Decret 243/2007 les funcions que desenvolupa aquesta divisió són l'avaluació, suport i investigació en l'àmbit de la policia administrativa, el medi ambient, àmbits de menors i atenció ciutadana.[8] Té la seu física al Complex Central Egara.[9] El comandament directe de la divisió està en mans d'un cap i d'un sotscap (subordinat a les ordres del primer).
  1. Àrea Tècnica de Coordinació i Suport. Proposa la quantificació i creixement de dotacions de les unitats policials, així com dels recursos materials necessaris. Duu a terme el control de la mobilitat funcional del personal del cos de mossos d'esquadra, en col·laboració amb les unitats responsables de la gestió dels recursos humans, amb la finalitat de garantir la seva adequació a les previsions de dotacions de plantilla. Col·labora en la gestió dels recursos humans, en matèria de processos selectius, condicions de treball i carrera professional.[10]
  2. Àrea Tècnica de Planificació i Dispositius. Dona suport tècnic avançat i assessorament a la Prefectura de la Policia i a la resta d'unitats de la policia de la Generalitat-mossos d'esquadra en la planificació d'aquells plans de seguretat, d'emergències, protocols de coordinació que es determinin i especialment en el cas de la protecció d'infraestructures critiques. Participa en la planificació, disseny, coordinació, organització i supervisió d'aquelles operacions especials i dispositius que es determinin. Fa seguiment i l'avaluació tècnica dels dispositius de seguretat ciutadana, d'ordre públic o de protecció de persones que porti a terme la policia de la Generalitat-mossos d'esquadra.[10]
  3. Àrea de Coordinació Interpolicial. Garanteix la coordinació, cooperació, col·laboració i auxili als cossos policials locals, nacionals i internacionals conforme als convenis, protocols, acords i tractats establerts entre la policia de la Generalitat i les altres institucions policials. Duu a terme la coordinació operativa del cos de mossos d'esquadra amb els cossos policials nacionals, quan sigui necessària la seva actuació conjunta. Obté i intercanvia informació en l'àmbit de la cooperació transfronterera, mitjançant els Centres de Cooperació Fronterers i Duaners del Pertús i Melles. Coopera amb la Interpol i mantenir els enllaços necessaris amb les policies estrangeres i amb els òrgans centrals de cooperació del cos nacional de policia i de la guàrdia civil.[10]
  4. Àrea Tècnica de Proximitat i de Seguretat Ciutadana. Agrupa la unitat central d'investigació de delictes contra el medi ambient (UCMA), la unitat que intervé en els casos on hi ha menors implicats (UCM) i la unitat que supervisa les URPAC. L'Àrea Tècnica de Proximitat i de Seguretat Ciutadana, o ATPSC, és l'organisme dels Mossos d'Esquadra que s'encarrega d'establir les directrius tècniques de la policia catalana en els camps de la seguretat ciutadana, relació policial amb la ciutadania, protecció de menors i protecció del medi ambient. L'Àrea Tècnica de Proximitat i de Seguretat Ciutadana depèn orgànicament de la Divisió Tècnica de Seguretat Ciutadana.
2. Divisió de Sistemes d'Informació Policial. S'encarrega de vetllar pels sistemes informàtics interns, les bases de dades i les telecomunicacions internes del cos, els dissenya, en fa el seguiment, els avalua i en vigila la seguretat, fa auditories sobre l'ús correcte dels aplicatius informàtics del cos. També proveeix els òrgans de la policia de dades estadístiques.[11] Té la seu física a Barcelona.[12] El comandament directe de la divisió està en mans d'un cap i d'un sotscap.
  1. Àrea d'Elaboració de Dades Policials. Gestiona el manteniment de les bases de dades policials, proporciona la informació estadística disponible a les estructures directives i operatives del cos, i vetlla per la bona utilització dels aplicatius policials i les bases de dades (tant propis dels Mossos d'Esquadra com externs). Gestiona el manteniment de les bases de dades policials i la seva explotació a fi de posar a disposició de les estructures directives i operatives de la Direcció General de la Policia, la major i millor quantitat d'informació estructurada.
  2. Àrea de Seguretat en Tecnologies de la Informació. Gestiona la seguretat dels sistemes d'informació policials, vetlla pel compliment de la llei de protecció de dades, i gestiona l'assignació d'usuaris i els seus nivells d'accés als sistemes d'informació. Dissenya, implanta, gestiona i avalua els mecanismes necessaris per a la seguretat dels sistemes d'informació policial, així com l'assegurament de la utilització de les dades de caràcter personal d'acord amb allò que estableix la normativa vigent en aquesta matèria.
  3. Àrea de Coordinació de Projectes dels Sistemes d'Informació Policial.

## Sub-direcció General d'Administració i Serveis
Entre les seves tasques hi ha la direcció, coordinació i supervisió de les funcions d'administració i gestió de recursos materials i de serveis dels Mossos amb criteris d'eficàcia i eficiència. És responsable d'elaborar la proposta d'avantprojecte de pressupost del cos policial. El 2020 el responsable era Eusebi del Olmo Ferrús.

## Sub-direcció General de Recursos Humans
Entre les seves tasques hi ha la planificació, impuls, seguiment i avaluació de les polítiques de personal dels Mossos. Porta les relacions del cos amb els sindicats policials. El 2020 la responsable era Esperança Cartiel Armida.

## Responsables
- Rafael Olmos (desembre de 2006 - març de 2009)
- Joan Delort (març de 2009 - gener de 2011) (de manera interina)
- Manel Prat (gener de 2011 - maig de 2014[15])[16][17]
- Albert Batlle (juny de 2014 – juliol de 2017)
- Pere Soler (juliol de 2017 – aplicació 155)
- Andreu Joan Martínez (juny de 2018 - 1 d'octubre de 2019)[18]
- Pere Ferrer i Sastre (octubre de 2019 - 26 d'agost de 2024)
- Josep Lluís Trapero (26 d'agost de 2024 - fins a l'actualitat)[19]